# فيستا أليغري
فيستا أليغري (بالبرتغالية: Vista Alegre‏)؛ بلدية في الجزء الشمالي من ولاية ريو غراندي دو سول في البرازيل. يبلغ عدد سكانها 2887 بحسب تقديرات عام 2015، في حين تصل مساحتها إلى 77,46 كيلو متر مربع.